# Апулійське графство
Апулійське графство (лат. Comitatus Apuliae, фр. Comté d'Apulie, італ. Contea di Puglia) — нормандська сеньйорія у Південній Італії зі столицею в Мельфі, заснована  в 1042 році на територіях, що оспорювались між лангобардським Беневентським герцогством та візантійським Італійським катепанатом. Першим графом став нормандський очільник на ім'я Вільгельм (Гійом) Отвільський, син дрібного нормандського дворянина з півострова Котантен в Нормандії Танкреда Отвільського. Вільгельм на прізвисько «Залізнорукий», спочатку простий найманець без землі та статків у вересні 1042 року самопроголосився як «король в Апулії» після обрання лідером більшостю нормандців у Південній Італії.
В 1059 році молодший зведений брат Вільгельма Залізнорукого Роберт Гвіскар уклав союз з папою Миколаєм II на Мельфійському соборі і його Апулійське або Мельфійське графство було підняте в статусі як нормандське Апулійське герцогство. Гвіскар стає герцогом Апулії, Калабрії та ще не завойованої Сицилії (лат. Robertus comes Apuliæ factus est dux Apuliæ, Calabriæ, et Siciliæ a papa Nicolao in civitate Melphis), яка все ще є володінням мусульман.
У 1077 році воно об'єдналося з герцогством Калабрія, утворивши Герцогство Апулії та Калабрії. Потім, у 1130 році, герцогство, яке все ще перебувало в руках родини Отвілів, було включено до складу нормандського Сицилійського королівства. Відтак татул герцога Апулії та Калабії став титулом та уділом, що надавався старшому синові та спадкоємцю короля Сицилії з 1130 по 1194 рік.

## Нормандське завоювання Апулії

Італія після прибуття норманів у 1000 році.

Італія у 1084 році.

### Поява в Південній Італії нормандських шукачів пригод
Згідно з «Салернською традицією» Еме дю Мон-Кассен кніця XI століття, у 999 році близько сорока нормандських паломників зупинилися в місті Салерно, повертаючись з паломництва до Єрусалиму. Вони перебували в місті вже кілька тижнів, коли одного разу побачили в порту на якорі великий арабський військовий флот, що приьув для збору дані з міста. Салернці традиційно почали збирати викуп. Обурені як зухвалою позицією мусульман, так і боягузтвом салернців, які, очевидно, не мали наміру вдстоювати свою свободу силою зброї, сорок нормандських лицарів попросили у  князя Салернського Гваймара III зброю та коней для боротьби з мусульманами. Здивований, лангобардський князь надав нормандцям усе, що вони забажали. Сорок нормандських лицарів відразу здійснили несподівану атаку на арабів. Незважаючи на явну чисельну нерівність, нормандським вершникам вдалося розгромити арабів, убивши кілька сотень з них. Частина мусульман втекла на кораблях у море, інші відступили в гори на півострові.

### Князь Салерно пропонує службу нормандським лицарям
Вражений цією неймовірною перемогою, князь Гваймар III щиро обдарував  переможців численними подарунками. Але, понад усе, він прагнув залучити норманців на власну службу для захисту свого міста. Кнізь запропонував їм залишитися в Салерно як найманцям. Він запропронував залишити половину загону, а решту відправити до Нормандії, щоб спробувати завербувати нових лицарів, які, своєю чергою, прийшли б до нього на службу найманцями. Нормандці, прагнучи знову побачити свою батьківщину, відмовилися від пропозиції Гваймара III. Відмова викликала розчарування як італійського князя, так і мешканців міста, які високо оцінили бойову ефективність нормандців і хотіли бачити їх своїми захисниками.
Але надії італійців залучити нормандців на свою службу реалізувались незабаром. Нормандці не залишилися байдужими до пропозицій Гваймара і спокуса наживи спонукала їх разом із набраними охочими повернутися до міста через кілька років, щоб вступити на службу до князя.

### Нормандські найманці поступово осідають у Південній Італії
З роками історія про Салернську пригоду поширилася по всій Нормандії, що спонукало багатьох нормандських шукачів пригод записатися найманцями на південь Італії. Їхнє рішення має кілька мотивів одні прагнуть збільшити свої багатства, інші — проти політики герцога Нормандії Річарда II. Зрештою, у нормандських сім'ях багато дітей, і лише старші можуть успадковувати сімейні землі. ; Відтоді молодші сини вирушили у пригоду. Іноді, не маючи змоги прогодувати всю свою сім'ю, батько заохочує старшого сина піти. Протягом усього XI століття століття щороку на південь Італії прибували від 300 до 500 норманів. Дехто піде, як тільки наживе свій статок, а інші оселяться там назавжди.
Коли інформація про події в Салерно поширилася по всій південній Італії, лангобарди Апулії завербували низку нормандських найманців. Наприклад, у 1016 році брати Дренго, нормани з регіону Руан, прибули на службу до лангобардського ватажка Мелуса Барійського. Потім цей князь розпочав війну проти візантійців в Апулії. Відбулося багато битв, нормандські найманці відзначилися проти візантійців, але зазнали поразки в Битві під Каннами в 1018 році. Після цієї пригоди Райнульф Дренго служив кільком ломбардським князям і в 1029 році зумів отримати важливе феодалне володіння в Аверсі, ставши Райнульфом Аверсським. Феод Аверса відіграватиме дуже важливу роль у цьому потоці норманів до Апулії: маючи гостинне місце, вони прибудуть у більшій кількості. Серед них брати Отвілі.

### Отвілі починають свої завоювання

Герб Роберта Гвіскара.

У той час, коли близько 1035 року прибули два брати Отвілі — Вільгельм і Дрого, візантійці готували експедицію, метою якої було відвоювання Сицилії у мусульман. Візантійці завербували 300 норманів, яких було передано під керівництво їх лідера, лангобардця Ардуїна. Нормандці висадилися на Сицилії в 1038 році та приєдналися до інших корпусів візантійської армії, що складалася з інших найманців, набраних Візантією, зокрема Варязької гвардії — шведських вікінгів з Київської Русі. Сицилійська кампанія, очолювана Георгієм Маніаком, швидко розпочалася з Битви за Троїну на початку 1040 року. Візантійські найманці поступилися, коли Вільгельм Отвільський на чолі 300 нормандських найманців атакував мусульманські війська, відкинув їх і розгромив. Перемога гарантована. У сутичці Вільгельм Отвільський, проткнувши ватажка сарацинів енергійним ударом списа, отримав прізвисько Вільгельм «Залізнорукий». Італійські хроніки того часу свідчать: «Невелика кількість норманів цінувалася більше, ніж безліч інших найманців Візантії».
Після цієї битви візантійці змінили свою поведінку та стали неввічливими до норманів та Ардуїна. Спочатку Ардуїна покарали батогом за те, що він відмовився віддати візантійському лідеру чудового арабського коня, якого той захопив на полі бою. Зрештою, візантійці відмовилися ділитися здобиччю перемоги з норманами. Після цього Ардуїн і нормани вирішили повернутися до Апулії та покинули Сицилію.

### Отвілі розпочинають нормандський прорив в Апулію
Апулійці починають повставати проти візантійського правління. Прагнучи помститися візантійцям, Ардуен та нормандські найманці скористалися ситуацією, щоб вжити заходів. Вони вирушили в похід з конкретною метою вигнати візантійців з Апулії. Протягом 1041 року нормандські найманці знову продемонстрували свою цінність у бою, здобувши три перемоги над візантійськими арміями, які все ще переважали їх чисельністю. 17 березня у Венозі і 4 травня в Монтемаджорре біля Асколі Сатріано, нарешті 3 вересня в Монтепелозо. Ардуен і нормандці опинилися господарями великої кількості міст в італійській Апулії.

### Нормандці беруть долю Південної Італії в свої руки

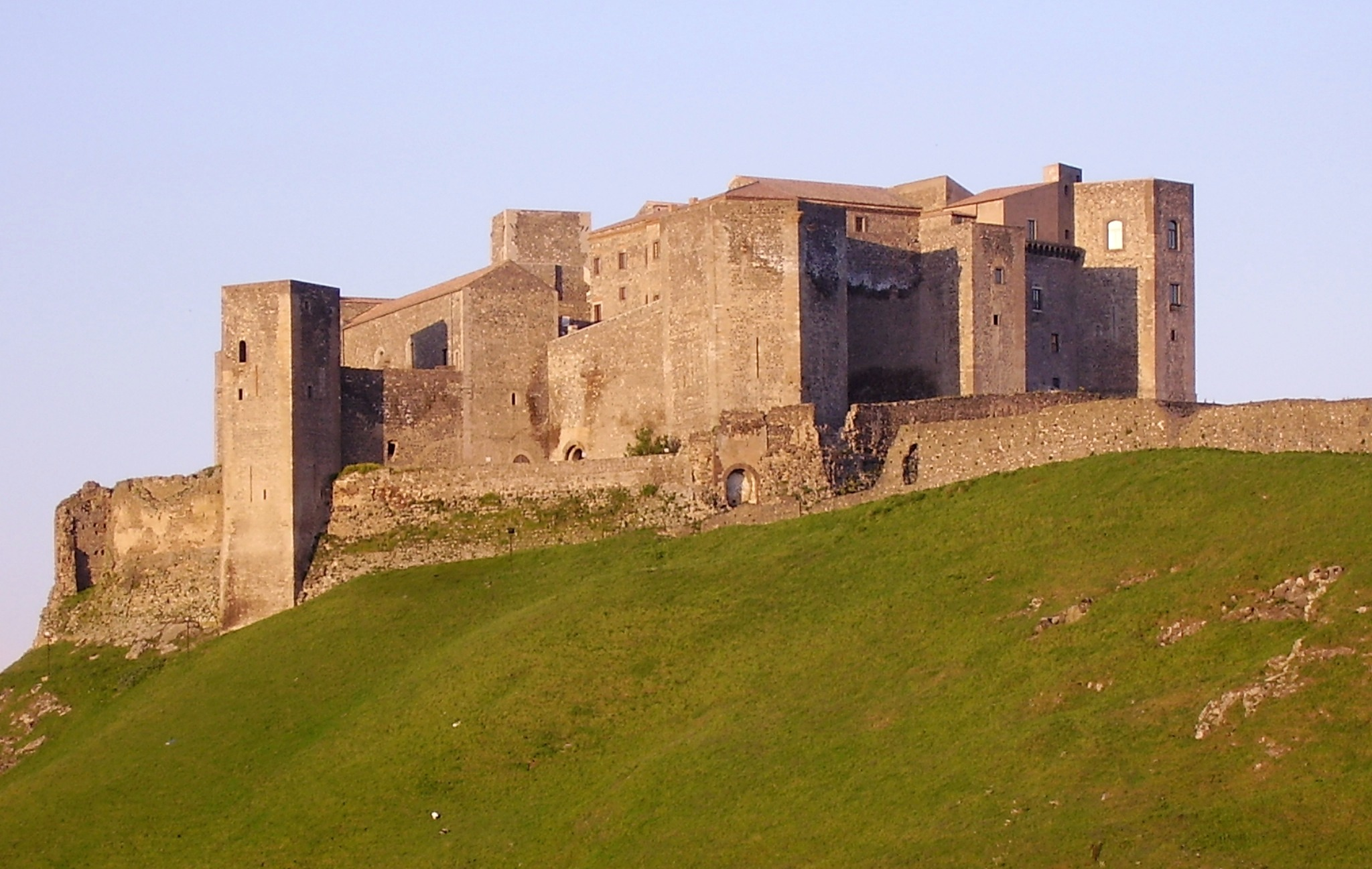
Замок Мелфі.

У 1042 році лангобардський Ардуїн зник безслідно. З цим князем нормани втратили свого вождя та справжнього друга. У вересні 1042 року в Мельфі голосування дозволило Вільгельму Отвільському стати новим лідером. У 1043 році Вільгельм вирішив, що всі міста, завойовані норманами під час кампанії 1041 року, будуть розділені між його найхоробрішими лицарями. Серед претендентів на феоди був Гуго Тюбеф, норман, який відзначився тим, що майстерним ударом підкосив візантійського коня. Райнульф Дренго також отримав додатковий феодальний маєток на знак подяки за прийом, який він надав двом братам Отвіль після їхнього прибуття до Італії. Нормани тоді опинилися на чолі величезного герцогства.

### Проти нормандців формується європейська коаліція
Вільгельм Отвільський помер від хвороби в 1046 році. Його брат Дрого взяв на себе владу, але був убитий посеред молитви у серпні 1051 року. Саме тоді третій брат, Онфруа Отвільський, очолив герцогство та зіткнувся з візантійським вторгненням, яке прагнуло протистояти нормандським завоюванням в Апулії, а відтак і в Калабрії. Нормани Онфроя завдали трьох послідовних поразок візантійцям під командуванням Аргіра. Не маючи змоги самотужки перемогти норманів, Аргір звернувся за військовою допомогою до Папи Лева IX. Папі Римському вдалося створити велику антинормандську військову коаліцію.

### Перемога нормандських лицарів
18 червня 1053 року Онфруа Апулійський та Річард I Аверсський розгромили ворожу коаліцію під Чівітате, поблизу Фоджі, яку очолювали Папа Лев IX та імператор Священної Римської імперії Генріх III Чорний. Лев IX, захоплений у полон і ув'язнений, був змушений визнати нормандський суверенітет над Апулією.

### Визнання

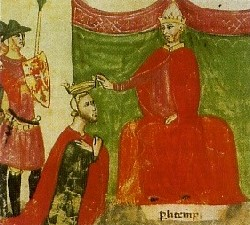
Папа Миколай II коронував Роберта Гвіскара герцогом Апулії.

З 1057 року Роберт Гвіскар завершив завоювання візантійських володінь в Апулії та Калабрії, за винятком Барі. У 1059 році в Мельфі Папа Микола II прийняв клятви вірності від нормандських князів Річарда I Аверсського та Роберта Гвіскара в обмін на визнання їх титулів. Папа спирався на підтримку нормандців, щоб збалансувати могутність імператора. Графство стало Апулійським герцогством та у 1130 році було включено до Сицилійського королівства, заснованого Рожером II.

### Останні роки
Роберт Отвілльський став герцогом Апулійським в 1059 році. 1077 року Апулійське герцогство включило в себе залищки ще не підвладних територій у Калабрії. У 1130 році герцогство було включено до складу нормандського Сицилійського королівства.
Після включення до Сицилійського королівства з 1130 по 1194 рік Апулія продовжувала мати окремих герцогів  Титул герцога Апулії (або Пульї) надавався разом із землями в апанаж старшому синові та спадкоємцю престолу Сицилії. Відтак територія колишнього Апулійського герцогства була включена до складу Сицилійського королівства за часів Гогенштауфенів (1194—1266), потім до володінь Карла I Анжуйського після його завоювання Південної Італії, а потім до володінь його наступників, королів Неаполітанських з Анжу-Сицилійського дому (1266—1442).

## Нормандські графи Апулії
| Граф                                           | Портрет | Народився                                    | Помер                     | Дружина                                                                   |
| ---------------------------------------------- | ------- | -------------------------------------------- | ------------------------- | ------------------------------------------------------------------------- |
| Вільгельм Отвільський «Залізнорукий» 1042—1046 |         | до 1010 син Танкреда Отвільського і Муріелли | 1046                      | Гвіда (Guida) Соррентська                                                 |
| Дрого Отвільський 1046—1051                    |         | до 1010 син Танкреда Отвільського і Муріелли | Монтільйо 10 серпня 1051  | Алтруда (Altrude) Салернська 1047 1 дитина                                |
| Онфруа Отвільський 1051—1057                   |         | до 1010 син Танкреда Отвільського і Муріелли | серпень 1057              | Гайтельгріма Салернська 2 дітей                                           |
| Роберт Отвільський «Гвіскар» 1057—1059         |         | 1015 син Танкреда Отвільського і Фрессенди   | 1085 Кефалонія (70 років) | Альберада Буанальберзька 1051 2 дітей Сікельгайта Салернська 1058 8 дітей |

## Нормандські герцоги Апулії
- Роберт Отвільський став герцогом Апулії з 1059 року
- 1085 Рожер I Отвільський «Борса» (син попереднього)
- 1111 Гійом II Отвільський (син попереднього)
- 1127 : Рожер II Отвільський (двоюрідний брат Роджера Борси)
- 1135 Рожер III Отвільський (син попереднього)
- 1148 Вільгельм III Отвільський, брат попереднього (короля Вільгельма I Сицилійського)
- 1154—1161 Рожер IV Отвільський, старший син попереднього
- 1161—1189 Вільгельм IV Отвільський, молодший брат попереднього (короля Вільгельма II Сицилійського)
- 1189/1190 — 1193 : Рожер V Отвільський (король Сицилії Рожер III)
- 1193—1194 : Вільгельм V Отвільський (король Сицилії Вільгельм III)

## Норманські барони
Список 12 нормандських баронів, які поділили територію в 1042 році після переможної війни проти Візантії (1040/42) :
- Вільгельм Отвільський, відомий як «Залізнорукий»
- Дрого Отвільський
- Асклеттін Сварливий
- Родульф, син Бабени
- Рейнфруа
- Ерве Фріджант
- Трістан
- Родульф
- Хьюг Тюбеф
- П'єрро син Амі/Амікус
- Готьє син Амі/Амікус
- Арнолін